# Wonky hole
Wonky hole (in italiano "buco traballante") è un'espressione australiana che indica delle sorgenti sottomarine di acqua dolce sui fondali della Grande barriera corallina e del golfo di Carpentaria nel Queensland. I wonky holes possono essere trovati nella barriera corallina fino a 60 km dalla costa.
I wonky holes sono situati lungo quelli che erano i letti dei fiumi durante l'ultimo massimo glaciale, terminato circa 11'000 anni fa. A quel tempo gran parte dell'Europa settentrionale e del Nord America  era coperto da strati ghiacciati spessi fino a 3 km; l'acqua intrappolata nel ghiaccio glaciale abbassò il livello dei mari di più di 120 metri. Alla fine dell'ultimo massimo glaciale il livello dei mari tornò ad una quota maggiore, sommergendo le terre che erano riaffiorate. Da allora, il sedimento del letto dei fiumi sommersi è stato ricoperto dal corallo in diversi punti.
Dal momento che il sedimento è più permeabile dei materiali circostanti, l'acqua dolce si incanala verso sottili buchi nel corallo, dando origine alle sorgenti d'acqua dolce chiamate wonky holes.
I nutrienti trasportati dall'acqua dolce attraggono pesci e pescatori. Il corallo non cresce bene nell'acqua dolce, con conseguente crescita irregolare attorno ai wonky holes. I fondi accidentati intorno allo sbocco tendono a bloccare le reti da pesca.

## Riferimenti nella letteratura
Un wonky hole fece una breve apparizione nella novella fantascientifica "I protomorfi".